# ガミアQ
ガミアQ（ガミアキュー）は、永井豪の漫画『マジンガーZ』（以降、「漫画版『Z』」）の登場キャラクター。

## 概要
ドクターヘルの配下・あしゅら男爵が兜甲児を暗殺すべく放った、女性型アンドロイド。容姿は目つきの鋭い金髪ツインテールの美女。
基本的には無表情。その無表情さが、暗殺者としてのキャラクター造形に一役買っている。
姉妹に例えられる同一の容姿を持つ3体（各々はガミアQ1、ガミアQ2、ガミアQ3と称される）が、常人を超越した体術や怪力と、硬軟に変幻自在な鋭い切れ味を持つ鋼鉄製の金髪を振るいながら甲児に襲いかかる。しかし、そのうちの2体は兜シローのパイルダー特攻などで倒され、最後の1体も弓さやかの協力で反撃に転じた甲児の光線銃で縦真っ二つにされ、倒される。
最初に登場する際には、すべての個体がタートルネックのタンクトップにミニのタイトスカートを着用しており、最後の1体が再登場する際には裸体に黒マントとロングブーツのみをまとっている。『真マジンガー 衝撃! Z編』では、本性を現すと裸体の関節部分には継ぎ目が生じ、マリオネットのような外見と化す。戦闘時には金髪が光る。
なお、基本的な容姿こそ性的魅力に富んだ美女であり、登場作品によっては色気を有効な手段の1つとして用いているゆえかセクサロイドと誤解されることがあるが、前述のように裸の素体は間接部分に継ぎ目が露出しており、女性器も造形されていないことが明確に描かれている。

## デザイン
デザインはテレビアニメ版『Z』用に「機械獣ガミア」として描かれたもの（デザイン自体は現存するが、ツインテールの巨大な女性型機械獣）がベース。その後は等身大の女性型ロボットとして漫画版『Z』に登場するもテレビアニメ版『Z』やその劇場版には登場しなかったが、その容姿からファンの人気は高く、後年には様々な永井作品やその系列作品などへ登場するに至った。
一方、『激マン! マジンガーZ編』では、ロボット物が好みではないナガイ激のギャグ漫画に未練を引きずる週刊少年ジャンプの編集長に困惑する激が、『ハレンチ学園』みたいな色っぽいキャラを敵側に出そうと考え、最初は普通に服を着ていてもオールヌードで戦って何でも切り刻むと設定した。また、裸の胸から毒液を発射する設定も考えたが、生々しすぎるので没にしたという。名称は、髪を使って戦うことにちなむ。

## その他の登場作品

### OVA
新・キューティーハニー
同一の容姿の3体で登場し、襲い掛かるという点では漫画版『Z』準拠であるが、服装は舞台に合わせた赤いくノ一装束。無表情ではなく、状況に応じた表情を浮かべる。
CBキャラ 永井豪ワールド
声優は林原めぐみ。ガミアQ3だけで登場するが、3頭身ギャグ作品の特性上、同じく女性型のアフロダイAに惚れてしまう。
マジンカイザー
声優は柚木涼香。設定は漫画版『Z』準拠であるが、服装はタンクトップとタイトスカートのみであり、容姿や表情は色気豊かに描写されている。漫画版『Z』と同様に、甲児の容姿を把握しないまま出動したため、色気に目が眩んで「兜甲児だ」と名乗ったボスには即座に襲い掛かった。また、本性を現す際には制作当時に流行していた某テレビコマーシャルのパロディポーズを3体で協力して決めるなど、コミカルな言動も見せた。
ロボットガールズZ
声優は松井桃子。第3.5話にオペレーターの役名で複数登場。無表情。いまいち萌えない娘が搭乗したコレジャナイロボを送り出したが、チームZに吹っ飛ばされて戻ってきたコレジャナイロボの爆発に巻き込まれてしまう。

### 漫画
マジン・サーガ
ナノマシンで構成された暗殺ロボットとして登場。三体が兜甲児暗殺に投入されるが、一体を残して破壊される。残存した個体は命令ルーチンを書き換えられてZ奪還作戦に参加するが再度ルーチンを書き換えられ、作られた者の悲哀を感じさせた。
マジンガーエンジェル
この作品ではヤヌス夫人の配下という設定であり、彼女の命令で若い女性ばかりを襲う。服装は、ヘソ出しのタンクトップとミニのタイトスカートのみ。金髪攻撃に加え、漫画版『Z』ではほとんど見せなかった体術を駆使して炎ジュンと暗黒寺警部を攻撃するが、最後は全員とも2人に倒される。
スーパーロボット大戦α THE STORY 竜が滅ぶ日
地球連邦軍の女性士官を殺害して服装ごと入れ替わり、ミリオンα、バイオンβ、ダイオンγら3機の量産型マジンガーを光子力研究所へ搬入。その後、豊かな表情と美麗な容姿で甲児達を油断させて研究所の制圧とマジンガーZの強奪には成功するが、たまたま遊びに来たクスハ・ミズハ達の活躍で甲児達を解放された上、自身はアフロダイAとボスボロットに破壊される。
なお、搬入した3機の量産型マジンガーには何の細工もしていなかった。そのために甲児達が乗り込み、東京でブロッケン伯爵の操縦するマジンガーZに苦戦中のゲッターチームの救援に使っている。

### テレビアニメ
真マジンガー 衝撃! Z編
声優は雪野五月。漫画版『Z』準拠の設定。目的には甲児の暗殺のほか、彼の巻き添えとして錦織つばさの暗殺も含まれている。黒マント姿で現れたくろがね屋への送迎バスではジャンゴの銃撃をものともしなかったが、タンクトップとミニのタイトスカート姿で現れたくろがね屋では、色気に目が眩んだ兜シローと暗黒寺刑事に接待されるまま浴衣姿に着替えたり露天風呂へ入って覗かれたりと、コミカルかつエロチックな展開に陥る。やがて、痺れを切らした3体は裸体に黒マントを羽織って本性を現したが、クロス、菊ノ助、先生に倒される。なお、その直後には本作オリジナルの4体目・ガミアQ4も現れたが、駆け付けたジャンゴのマグナムZによる銃撃で倒されている。
甲児たちが核爆発の迫った海底要塞サルードから脱出する際には、本作オリジナルの5体目・ガミアQ5が登場。5体目いわく「最後」であり、金髪攻撃で甲児の腕を貫くなど窮地に追い込むが、さやかから彼へ投げ渡された光線銃で漫画版『Z』と同様に倒される。光子力研究所へ持ち込まれた4体の残骸を見たつばさと弓弥之助によれば、「ガミアQほどの高性能アンドロイドを作れるのは世界で兜剣造とシュトロハイム・ハインリッヒの2人だけ」とのことであるが、つばさは「シュトロハイムの作品」と断言した。後にシュトロハイム本人の口から、Dr.ヘルによる修復を経て置き土産にされたことが明かされる。
第1話での描写によれば、後に4体の残骸から損傷の少なかった1体を中心にガミアQ3として再生され、暗黒寺刑事のパートナーとなった模様。詳細は作品項目を参照。
公式サイト「くろがね屋」内にも登場するうえ、本作のBDシリーズ購入特典の図柄に選ばれている。

### 小説
スーパーロボット大戦
同名のゲームとは無関係の作品。テレビアニメ版マジンガーシリーズの後日談的作品だが、襲ってきた女性型アンドロイドを「ガミアQに酷似している」と甲児とさやかが評するシーンが存在する。

### ゲーム
第2次スーパーロボット大戦Z
破界篇のシナリオパートで、あしゅら男爵の命令により甲児を暗殺するためにダイグレンへ潜入するが、常人離れした面々に逆襲され、破壊されている。シナリオパートのみの登場で戦闘パートには登場せず、声優は当てられていない。